# Laraos (Yauyos)
Laraos es una localidad peruana ubicada en la región Lima, provincia de Yauyos, distrito de Laraos. Se encuentra a una altitud de 3478 m s. n. m. Tiene una población de 713 habitantes en 1993.

## Clima
| Parámetros climáticos promedio de Laraos | Parámetros climáticos promedio de Laraos | Parámetros climáticos promedio de Laraos | Parámetros climáticos promedio de Laraos | Parámetros climáticos promedio de Laraos | Parámetros climáticos promedio de Laraos | Parámetros climáticos promedio de Laraos | Parámetros climáticos promedio de Laraos | Parámetros climáticos promedio de Laraos | Parámetros climáticos promedio de Laraos | Parámetros climáticos promedio de Laraos | Parámetros climáticos promedio de Laraos | Parámetros climáticos promedio de Laraos | Parámetros climáticos promedio de Laraos |
| Mes                                      | Ene.                                     | Feb.                                     | Mar.                                     | Abr.                                     | May.                                     | Jun.                                     | Jul.                                     | Ago.                                     | Sep.                                     | Oct.                                     | Nov.                                     | Dic.                                     | Anual                                    |
| ---------------------------------------- | ---------------------------------------- | ---------------------------------------- | ---------------------------------------- | ---------------------------------------- | ---------------------------------------- | ---------------------------------------- | ---------------------------------------- | ---------------------------------------- | ---------------------------------------- | ---------------------------------------- | ---------------------------------------- | ---------------------------------------- | ---------------------------------------- |
| Temp. media (°C)                         | 9.9                                      | 9.9                                      | 9.8                                      | 9.5                                      | 8.5                                      | 7.4                                      | 7.1                                      | 7.8                                      | 8.6                                      | 9.4                                      | 9.5                                      | 9.5                                      | 8.9                                      |
| Temp. mín. media (°C)                    | 4                                        | 4.3                                      | 3.8                                      | 2.7                                      | 0.9                                      | -1.1                                     | -1.6                                     | -0.7                                     | 1                                        | 2.2                                      | 2.2                                      | 2.7                                      | 1.7                                      |
| Fuente: climate-data.org                 |                                          |                                          |                                          |                                          |                                          |                                          |                                          |                                          |                                          |                                          |                                          |                                          |                                          |

## Lugares de interés
- Andenerías de Laraos: Posiblemente se trataría de período preincaico. Se encuentra ubicado sobre un empinado. Actualmente se mantiene el uso agrícola de las terrrazas.[6]